# Bitchfield
Bitchfield est un village anglais situé dans le Lincolnshire.